# Stemming (linguïstiek)
Stemming is een proces in de taalkundige morfologie en information retrieval (het doorzoeken van corpora), waarbij vervoegde of verbogen woorden worden teruggebracht tot hun stam, basis- of grondvorm — doorgaans een geschreven woordvorm.
De term is een Engelse gerund van het werkwoord stem. Het heeft niets te maken met het identiek geschreven Nederlandse woord stemming. 